# Szangha
A szangha (páli: सन्घ; szanszkrit: संघ); wylie: 'dusz szde) szó közelítőleg magyarul a következőket jelenti: "szervezet" vagy "gyűlés", "társaság" vagy "közösség". Nagy kezdőbetűvel használják Gautama Buddha korabeli történelmi közösségére vonatkozólag is.
A kifejezés többféle értelemben használatos buddhista vagy dzsainista csoportokra.
Hagyományosan a buddhizmusban a szanghának majdnem mindig két jelentése lehet: legáltalánosabb értelemben a felesküdött buddhista szerzetesek (bhikkhu) és nővérek (bhikkhuni) kolostori szangháját jelenti. Szigorúbb értelemben a szangha jelentheti az összes olyan élőlényt, akik már valamilyen magasabb tudati szintet értek el (árja-szangha vagy „nemes szangha”). Ez a cikk elsősorban a kolostori szanghával foglalkozik. A buddhisták hagyományosan úgy tartják, hogy a szerzetesi élet nyújtja a legmegfelelőbb környezetet a megvilágosodáshoz vezető úton. A szangha felelős Buddha tanításainak karbantartásáért, lefordításáért, fejlesztéséért és terjesztéséért. Ugyanezen hagyomány szerint egy ország vagy egy nemzet akkor lehet igazán buddhista, ha a lakosság túlnyomó része buddhista és a területén jelen van legalább a bhikkhuk, a bhikkhunik, az upászakák és az upászikák négyes szanghája. Ezért is létezik a jóga tantrikus gyakorlóinak egy hagyománya, akik ugyan világi emberek, mégis buddhista gyakorlók (lásd: háztulajdonos (buddhizmus)).

## Meghatározásai
A szangha (szanszkrit: „gyülekezet“) a buddhista terminológiában „nyájat“ vagy „közösséget“ jelent. Több definíciója ismert az eltérő buddhista tradíciók mentén:
1. a buddhizmust gyakorló hívek gyülekezete/közössége
a mindenkori buddhista tradíció, vagy iskola függvényében vagy általában a buddhizmus követőit jelenti, vagy pedig kizárólag a buddhista szerzeteseket (bhikkhu) és apácákat (bhikkhuni) jelenti.
2. a buddhista megvilágosultak közössége („nemes sangha“)
a „nemesek közössége“ (szanszkrit: „Arya-Sangha“) mindazokat jelenti, akik a buddhista tanítás szerint a megvilágosodás útjának első szakaszát már megtették, mivel már megszabadultak az „én-illúziótól“, de még nem érkeztek el a teljes megvilágosultság állapotába, mert felfogásukat részben még finom leplek zavarják, például szubtilis érzések formájában. Ezek az érzések úgy tünnek fel, mint  „felhők az égen“, melyek elvonulnak. Vagyis ezekkel már nincs azonosulás, egészséges távoltartással veszik tudomásul őket. Emiatt a „megvilágosultak“ állapotát gyakran „megszabadulásként“ jelölik meg. A „nemesek sanghája“ egyike annak a három drágakőnek, amelyekhez egy buddhista menekül.
3. a buddhista közösség
a laikusa hívők és a klérus közössége, egymást támogatva követik Buddhát és a dharmát .[2]

## A szangha minősítései
A buddhizmusban a Buddhának, a Dharmának és a Szanghának is vannak bizonyos jellemzőik, amelyeket napi szinten kántálnak és/vagy csupán az Upószatha napokon (ünnepnapok), a buddhista iskola függvényében. A théraváda hagyományban a napi kántálás részét képezik:
A Szangha: „Áldott Tanítványok Szanghája (Szavakák):
1. a helyes út gyakorlása
2. az egyenes út gyakorlása
3. a logikus vagy értelmes út gyakorlása
4. a megfelelő út gyakorlása;

azaz, a négy pár személy, a nyolc típusú személy - Áldott Tanítványok Szanghája:
1. ajándékokra érdemes
2. vendéglátásra érdemes
3. felajánlásokra érdemes
4. tiszteletteljes üdvözlésre érdemes
5. érdemek felülmúlhatatlan mezejére a világ számára."[3]

## Kolostorok hagyományai

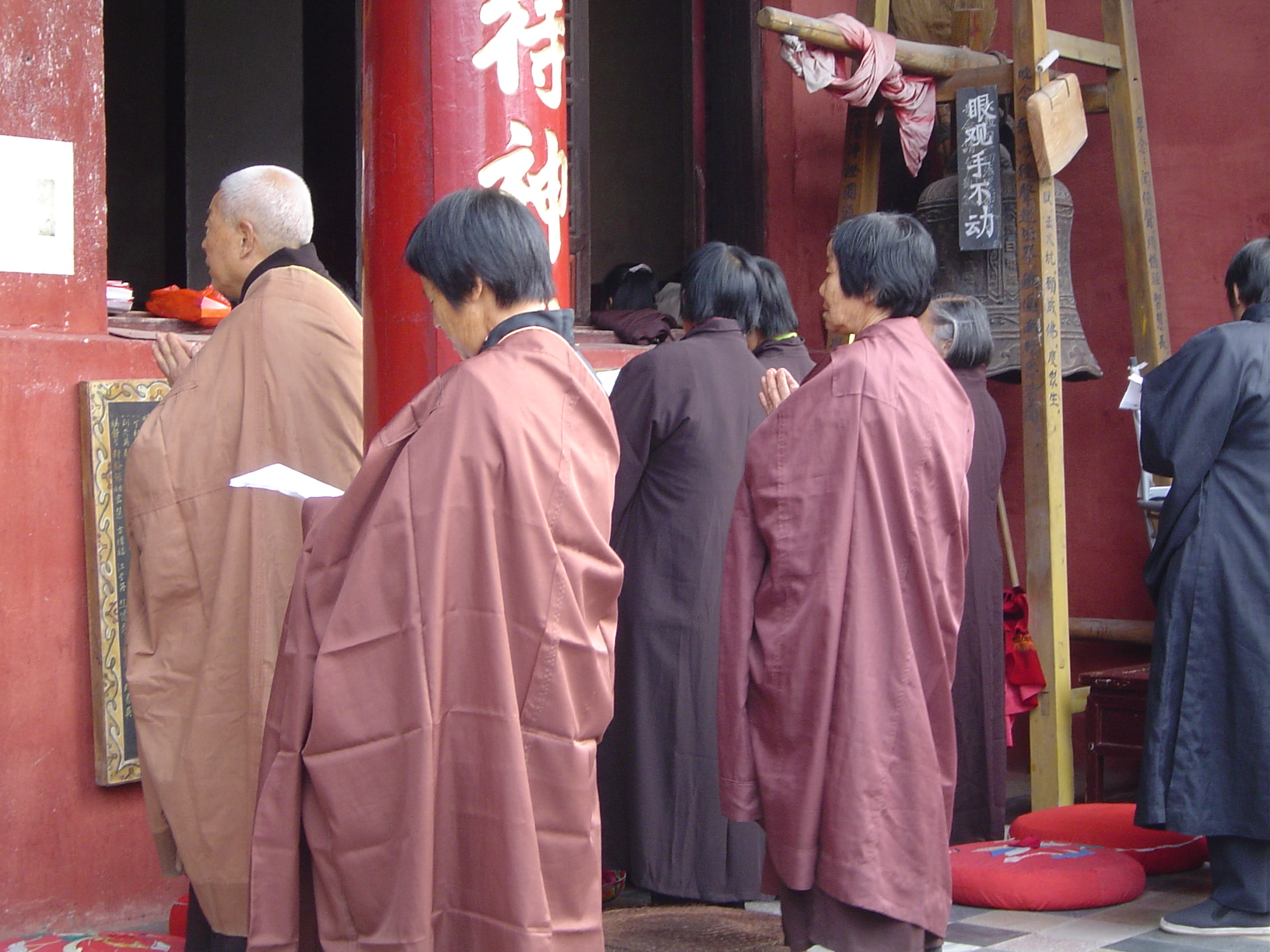
Upászakák és upászikák rövid kántálást tartanak a Három Ős templomban, Anhuj tartományban.

A nővérek és szerzetesek szangháját eredetileg Gautama Buddha alapította az i. e. 5. században, hogy lehetőséget nyújtson azok számára, akik teljes időben kívánták gyakorolni a dharmát. Ráadásul itt nagy fokú fegyelmet lehet elérni, a világi élet korlátoltságától és kötelezettségeitől mentesen. A Szangha feladata őrizni Buddha eredeti tanításait és spirituális segítséget nyújtani a világi buddhisták számára.
A buddhista szerzetesség legfőbb jellemzője a vinaja követése, amely kidolgozott szabályokat tartalmaz a magaviseletről. E szerint a szerzetesek csak délelőtt fogyasztanak ételt és megőrzik erkölcsösségüket. Déltől a következő napig szigorúan tanulják a szent szövegeket, kántálnak, meditálnak és olykor tisztálkodnak. A szabályok megszegése büntetéseket von maga után a gyónástól a szanghából való kizárásig. A japán tendai szekták lecsökkentették a szabályok számát kb. hatvanra (Enkai). A Kamakura területen sok szekta (zen, Tiszta Föld és Nicsiren), amely a tendai szektából ered teljesen eltörölte a vinaját. Ezért a japán Zen, Tiszta Föld és Nicsiren vezetői papok és nem szerzetesek.
A szerzeteseknek és nővéreknek csupán a lehető legkevesebb saját vagyonuk lehet a szamajájuk szerint (ideális esetben három ruhadarab, egy alamizsnás tál, egy öv, egy tű és cérna, egy borotva a haj borotválásához, és egy vízszűrő). A gyakorlatban azonban gyakran van ezen felül még egy pár személyes vagyonuk.
Hagyományosan a buddhista kolostorok tartózkodnak a közönséges ruhaviselettől. Eredetileg a szerzetesi ruhákat viseltes rongyokból varrták össze. A hiedelemmel ellentétben a ruhákat nem festették sáfrányszínűre, mivel az nagyon drága dolognak számított és a szerzetesek szegények voltak. A modern szerzetesi ruhák színe változó (általában sáfrányszínű a délkelet-ázsiai théraváda és mahájána csoportoké, gesztenyebarna a tibetieké, szürke a koreaiaké, fekete a japánoké stb.).

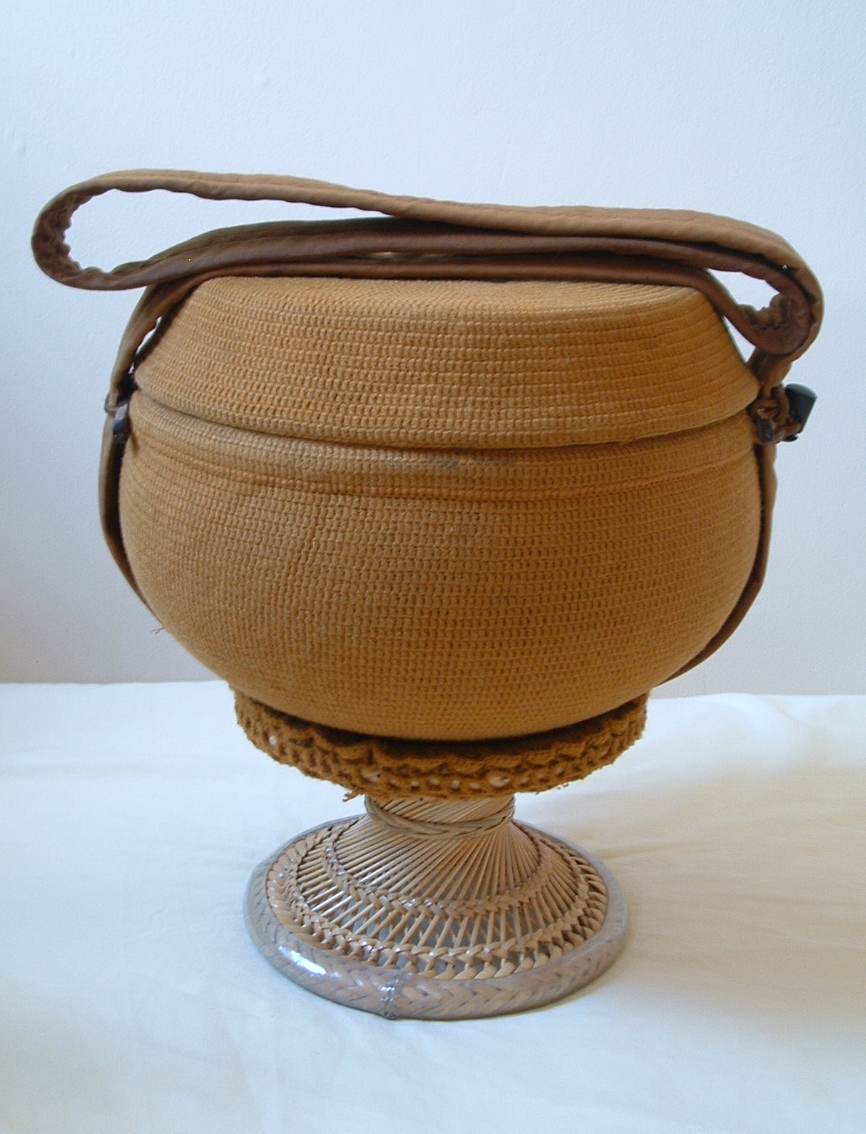
Alamizsnás tál, amit a Szangha tagjai használnak.

A szerzetesek elnevezése a páli bhikkhu vagy a szanszkrit bhikshu szóból jön. Ezek női alakja bhikkhuni és bhikshuni. Ezek szó szerinti jelentése "kéregető", ezért a bhikkhuk hagyományosan kéregetésből szedik össze az élelemre valót, vagy magát az élelmet. A legtöbb helyen ez kidolgozott szertartássá vált, ugyanis a világi emberek etetik a szerzeteseket, hogy ezzel érdemeket szerezzenek és ezzel szerencsés újjászületést nyerjenek. Indiában ugyan a szerzetesek nem tettek szert jövedelemre, ám a buddhizmus átterjedt Kelet-Ázsiába is és Kínában és a környező országokban például a papok részt vesznek a földművelésben.
Csupán a nyugati ember félreértelmezése, hogy minden buddhista vegetáriánus, kiváltképp a szerzetesek és a nővérek. Némely szanszkrit szútrában a húsevést kifejezetten ellenzik, míg a páli szútrában a Buddha kifejezetten elutasította az egyik idősebb szerzetes ötletét, hogy vezessék be a vegetarianizmust a szanghán belül. Buddha maga is állítólag fogyasztott húst és megengedte a Szangha tagjainak, hogy elfogyasszanak bármilyen ételt, amit a világi emberek nekik adományoztak. Kivételt képezett az, ha tudták vagy sejtették, hogy a legyilkolt állat kifejezetten nekik lett leölve. Következésképpen a théraváda hagyomány (Srí Lanka, Thaiföld, Laosz, Kambodzsa és Burma), ami a páli szövegeket követi nem vegetáriánus. Másrészről a mahájána és a vadzsrajána hagyományok elfogadják egymás szentírásait, így végül is a gyakorlat egyedül a szútrák értelmezésén múlik. Főleg a kelet-ázsiai szerzetesek tesznek bodhiszattva esküt, amelyben benne van a vegetarianizmus is. Ehhez képest a tibeti vonalak által átvett fogadalmakba ez nem tartozik bele. Egyes területeken, például Kínában, Koreában és Vietnámban szigorúan vegetáriánus a szangha, míg Japánban és Tibetben nem az.
A világi közösség felelős a javakért, a szolgáltatásokért, a nemzésért és a gyermeknevelésért a társadalomban. A mahájána szútrák szerint Buddha mindig úgy tartotta, hogy a világi emberek is képesek elérni hatalmas bölcsességi szinteket és akár meg is világosodhatnak. Nyugaton sokan félreértik, hogy a Théraváda szerint nem lehetséges a szanghán kívüli emberek számára a megvilágosodás. Ez így nem helyes.  A théraváda szútrákban világosan benne van, hogy Buddha nagybátyja, aki világi ember volt elérte a megvilágosodást azáltal, hogy hallotta Buddha beszédét.
A szangha tagjai és a világi emberek közötti különbség mindig is fontos volt. Ez hozta életre a Parisza buddhista közösséget is. Ebben a közösségben a szerzetesek tanítják a világiakat, míg ők adományokkal segítik a közösség jövőbeni működését.
Ez az egymástól való függőség tartotta fent a buddhizmust a mai napig.

## Külső hivatkokzások
- Szekták és szektarianizmus - A buddhista iskolák eredetei Archiválva 2008. augusztus 20-i dátummal a Wayback Machine-ben (angolul)
- "Mi a Szacang" (angolul)
- "A szangha kötelességei", írta Adzsán Lí Dámmadáro (angolul)